# Île de Skye
Pour les articles homonymes, voir Skye.
 (janvier 2018).
Si vous disposez d'ouvrages ou d'articles de référence ou si vous connaissez des sites web de qualité traitant du thème abordé ici, merci de compléter l'article en donnant les références utiles à sa vérifiabilité et en les liant à la section « Notes et références ».
L'île de Skye, en écossais An t-Eilean Sgitheanach, est l'île la plus vaste et la plus au nord de l'archipel des Hébrides intérieures en Écosse. Elle se situe dans les mers intérieures de la côte ouest de l'Écosse. Elle est bordée plus précisément par la mer des Hébrides au sud, The Little Minch à l'ouest et The Minch au nord. L'île fait partie du council area de Highland.

## Toponymie

Drapeau de l'île, adopté en 2020.

Le nom de Skye serait issu du vieux norrois Skið (« ski ») qui est une altération d'un mot picte noté dans des sources romaines Scitis (Ravenna Cosmography) et Scetis (sur la carte de Ptolémée). Sgiath en gaélique signifie « ailé ». 
L'île est parfois nommée Eilean a' Cheò, ce qui, en gaélique écossais, signifie « l'île des Brumes ». Ce surnom a été créé par le révérend J. A. Mac Cullough, recteur de l'église de Saint Columba de Portree au XIXe siècle, dans son livre The Misty Isle of Skye (1819).
Certaines légendes associent également l'île au personnage mythique de Scáthach.

## Géographie

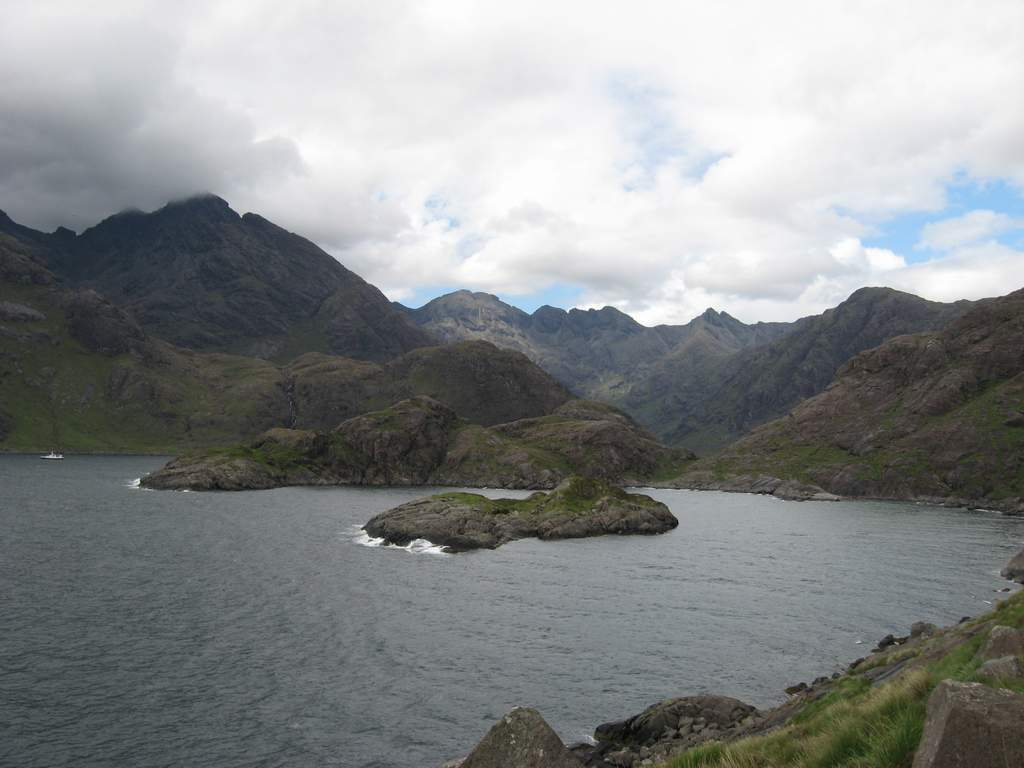
Le Cuillin vu depuis la mer.

### Aspect général
Avec ses 1 656 km2, Skye est la deuxième île la plus vaste d'Écosse après l'île appelée Lewis et Harris. L'île ne se trouve, en son point le plus près, qu'à 430 mètres de l'île de Grande-Bretagne à laquelle elle est reliée par un pont entre Kyleakin et Kyle of Lochalsh.
Elle possède un relief des plus escarpés avec la chaîne du Cuillin, qui tirerait son nom de celui du héros irlandais Cúchulainn. Un volcanisme ancien marque le relief, notamment sur la partie nord de l'île (Quiraing, Old Man of Storr).
La côte sud-ouest de l'île est constituée d'une série de péninsules : Sleat dans le sud, Strathaird, Minginish, Duirinish et Waternish dans l'ouest et Trotternish dans le nord.
Skye est entourée d'autres petites îles dont South Rona, Raasay, Scalpay et Soay.

### Cuillin
La chaîne montagneuse du Cuillin, qui culmine à 992 mètres au dessus de la mer, se divise en deux groupes de montagnes. Le Cuillin Noir, qui tire son nom du basalte et du gabbro le composant, occupe la partie centrale de l'île. Uniquement accessible aux alpinistes et aux randonneurs expérimentés, il compte douze munros parmi ses sommets. Moins hauts, les sommets du Cuillin Rouge du sud de l'île sont constituées de roches granitiques ; ils sont plus arrondis et sont tapissés d'herbe sur la majeure partie de leurs pentes. La splendeur de ses paysages fait du Cuillin la curiosité la plus célèbre de l'île de Skye.

### Chaîne de Storr
D'origine volcanique, ce massif occupe la péninsule de Trotternish, dans le nord de l'île. La ligne de crêtes s'étend depuis le Quiraing au nord jusqu'à l'Old Man of Storr au sud, près du petit port oriental de Portree, sur une longueur d'environ trente kilomètres.
Le Quiraing est une série de pics acérés sur le versant est du massif ; quelques kilomètres plus au sud, au bord de la mer, se trouvent les falaises de Kilt Rock, dont les orgues de basalte hautes de 105 m évoquent les plis d'un kilt.

### Climat
La double influence de l'océan Atlantique et du Gulf Stream génère un climat océanique doux ; la neige atteint rarement le niveau de la mer, et le gel est moins fréquent que dans le reste de l'Écosse. Les pluies atteignent en général une moyenne annuelle de 1 500 à 2 000 mm, comme dans l'ensemble de l'ouest de l'Écosse.
Le vent, fréquent, est un facteur empêchant le développement de la végétation ; les péninsules de Trotternish et Waternish y sont particulièrement exposées, alors que Sleat, dans le sud, est relativement abritée.
| Mois | Jan | Fev | Mar | Avr | Mai  | Jui  | Jul  | Aoû  | Sep  | Oct  | Nov | Dec | Année |
| --- | --- | --- | --- | --- | ---- | ---- | ---- | ---- | ---- | ---- | --- | --- | ----- |
| Temp. max. moy. / °C | 6,5 | 6,6 | 8,1 | 9,6 | 12,4 | 14,3 | 15,4 | 15,7 | 14,2 | 11,5 | 9,1 | 7,6 | 10,9  |
| Temp. min. moy. / °C | 2,4 | 2,2 | 3,3 | 4,3 | 6,5  | 8,7  | 10,4 | 10,7 | 9,4  | 7,2  | 5,1 | 3,6 | 6,2   |
| Précipitations moyennes / mm | 148 | 100 | 82  | 86  | 73   | 85   | 97   | 112  | 128  | 152  | 143 | 142 | 1350  |
| à Duntulm, île de Skye. Source : Derek Cooper, Skye. Law Book Co of Australasia. (ISBN 0-7100-9565-1). p. 33-5. Averages for rainfall are for 1916-50, temperature 1931-60. |     |     |     |     |      |      |      |      |      |      |     |     |       |

## Histoire

### Préhistoire et période picte

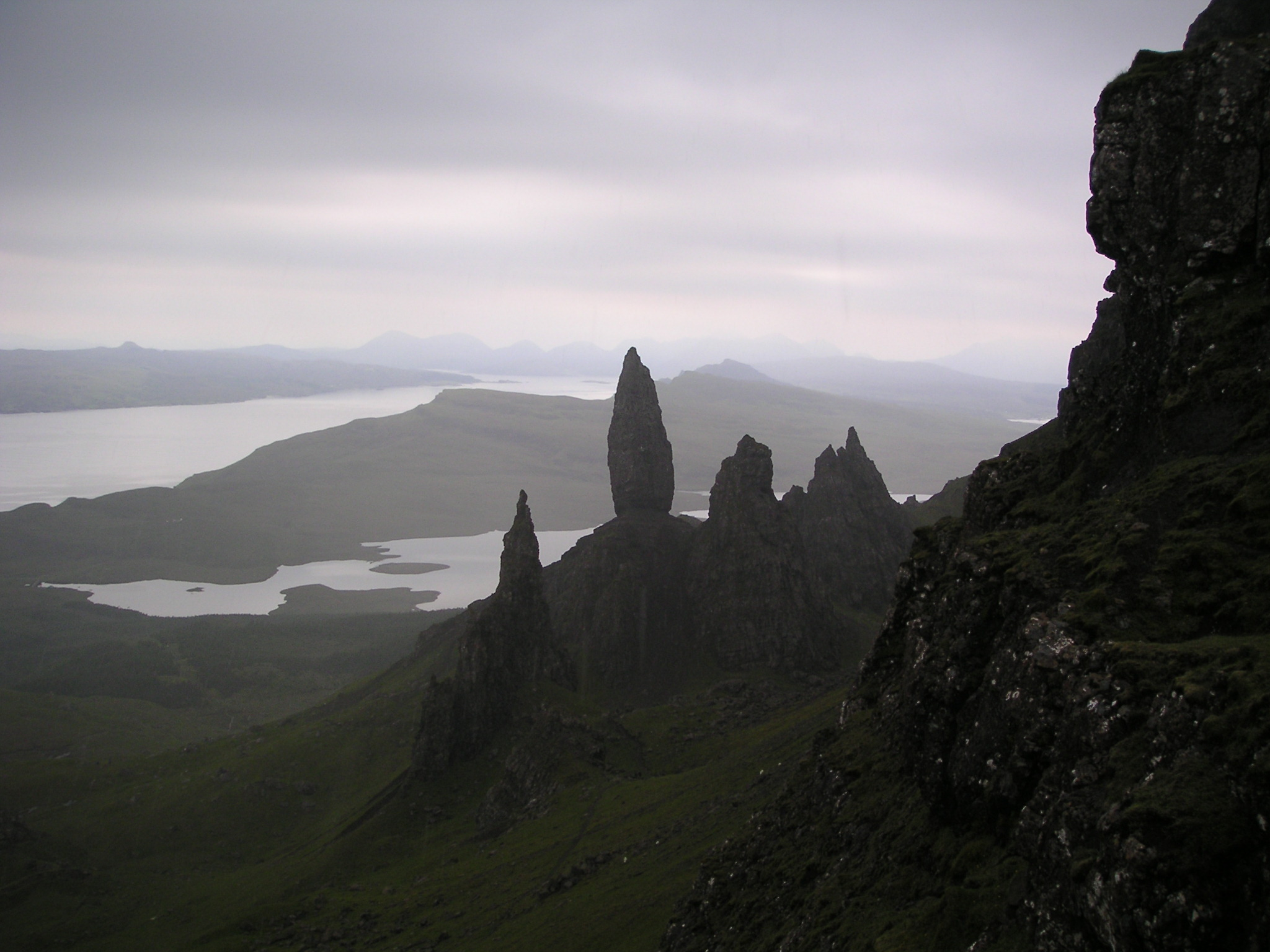
Old Man of Storr.

Sur certains sites de Skye, on trouve des traces de chasseurs remontant au Mésolithique. Par exemple, le site d'An Corran, dont les habitants semblent avoir été en contact avec la communauté de Sand dans l'Applecross, sur la côte nord-ouest de l'Écosse. Des vestiges de la présence des peuples Pictes — brochs et duns — sont toujours visibles sur l'île.

### Période celte
La première mention connue de l'île de Skye figure dans la Géographie de Ptolémée, sous le nom de Sketis. L'île est placée de manière erronée entre la Norvège et le Caithness.
On sait peu de choses de l'histoire des peuples des Hébrides avant le VIe siècle, étant donné que, comme le reste de l'Écosse, ils n'avaient pas d'écriture. Les premiers témoignages écrits sur ces îles apparaissent avec saint Colomban, au VIe siècle. Ce moine irlandais introduisit le premier le christianisme dans les îles, et y fonda plusieurs églises. Saint Colomban visita Skye vers l'année 585 ; deux îlots de Skye portent toujours le nom de Eileann Chalium Chille (« île de Saint Colomban » en gaélique écossais), l'un au bord du loch Snizort et l'autre à Penifiler, près de Portree, la capitale. La baie de Portree portait d'ailleurs autrefois le nom de loch de saint Colomban.

### Domination norvégienne
Dès avant le IXe siècle, les Norvégiens commencèrent à s'installer aux Hébrides et à les dominer. Ces îles étaient connues sous le nom de Suðreyar ou îles du sud en vieux norrois. La domination norvégienne des Hébrides fut formalisée en 1098 quand Edgar Ier d'Écosse reconnut les prétentions de Magnus III de Norvège. La reconnaissance écossaise de la souveraineté de Magnus III sur les îles suivit la conquête par les Norvégiens des îles Orcades, des Hébrides et de l'île de Man au cours d'une rapide campagne menée cette même année contre les divers chefs locaux norvégiens qui contrôlaient ces îles. Magnus III soumit les Normands qui s'étaient emparés de ces îles des siècles auparavant et les unifia sous son contrôle royal direct.
Lors des premiers raids vikings, une partie des conquérants s'est établie sur l'ensemble des îles des Hébrides, formant, après brassage avec la population native de Gaels, les Gall-Gaell. Une culture issue de la fusion des traditions nordiques et gaéliques a ainsi vu le jour ; Skye, de même que les îles de Harris et Lewis et Iona, est ainsi mentionnée dans les sagas.
Skye est alors partie intégrante du royaume des Îles, regroupant Man et les Hébrides. Somerled s'empara des Hébrides intérieures, se titrant rì Innse Gall à partir de 1156. De culture celto-normande, le royaume des Hébrides, qui regroupait les Hébrides intérieures, vit alors le jour. Bien que les souverains soient d'origine écossaise, le royaume était toujours rattaché au giron viking.

### Domination écossaise
En 1262 eut lieu un raid écossais sur Skye, ce qui amena le roi de Norvège Håkon IV à se rendre en Écosse afin de régler l'affaire. Vers la fin de l'année 1263, Håkon fit voile vers l'Écosse avec une armée d'invasion forte de 200 navires et de 15 000 hommes. La flotte norvégienne essuya des tempêtes près des côtes écossaises, et il fallut transporter quarante navires par voie de terre jusqu'au loch Lomond. Finalement eut lieu une petite escarmouche à la bataille de Largs, dans laquelle les Norvégiens et leurs alliés de Man commandés par Magnus III de Man n'obtinrent qu'un léger avantage tactique sur les Écossais commandés par Alexander Stewart. Après la bataille, le mauvais temps obligea la flotte norvégienne et mannoise à se retirer vers les Orcades. À son arrivée à Kirkwall, Håkon, malade et fatigué, décida de passer l'hiver dans le palais de l'évêque Heinrkr pour reprendre sa campagne l'été suivant. Ses plans furent cependant déjoués lorsqu'il mourut en décembre.
Sa couronne passa à son fils Magnus VI de Norvège, qui jugea que faire la paix avec les Écossais était plus important que de maintenir les possessions norvégiennes sur les îles à l'ouest de l'Écosse et en mer d'Irlande. Le traité de Perth de 1266 laissa les Hébrides et l'île de Man à l'Écosse pour 5 000 marcs et un tribut annuel de 100 marcs. L'Écosse confirmait en même temps la souveraineté norvégienne sur les îles Shetland et les Orcades. Cependant le contrôle de Man par les Écossais ne devint effectif qu'après la défaite des Mannois et de leur dernier roi norvégien, Godfred Magnuson de Man, à la bataille du Ronaldsway en 1275.
À partir de 1438, l'île fut sous la domination des seigneurs des Îles, les plus grands possesseurs terriens et les plus puissants seigneurs des îles Britanniques après les rois d'Angleterre et d'Écosse lors de leur apogée.

### Rébellions jacobites
L'île a servi de refuge lors des rébellions jacobites, comme une bonne partie du littoral occidental de l'Écosse. Les chefs de clan écossais, vivant sur leurs terres pour protéger une communauté aux liens souvent familiaux, sont morts durant ces rébellions ou ont été déportés après les combats.

### Époque desClearances
À l'époque des "Highland Clearances", une partie des chefs de clans survivants des rébellions jacobites qui avaient vendu les troupeaux du clan, à bon prix, pour financer la guerre, se sont transformés en propriétaires terriens décidant d'évincer leurs paysans pour faire place nette à l'installation et la circulation de grands troupeaux de moutons, introduits dès 1732 dans l'île de Skye.

## Culture

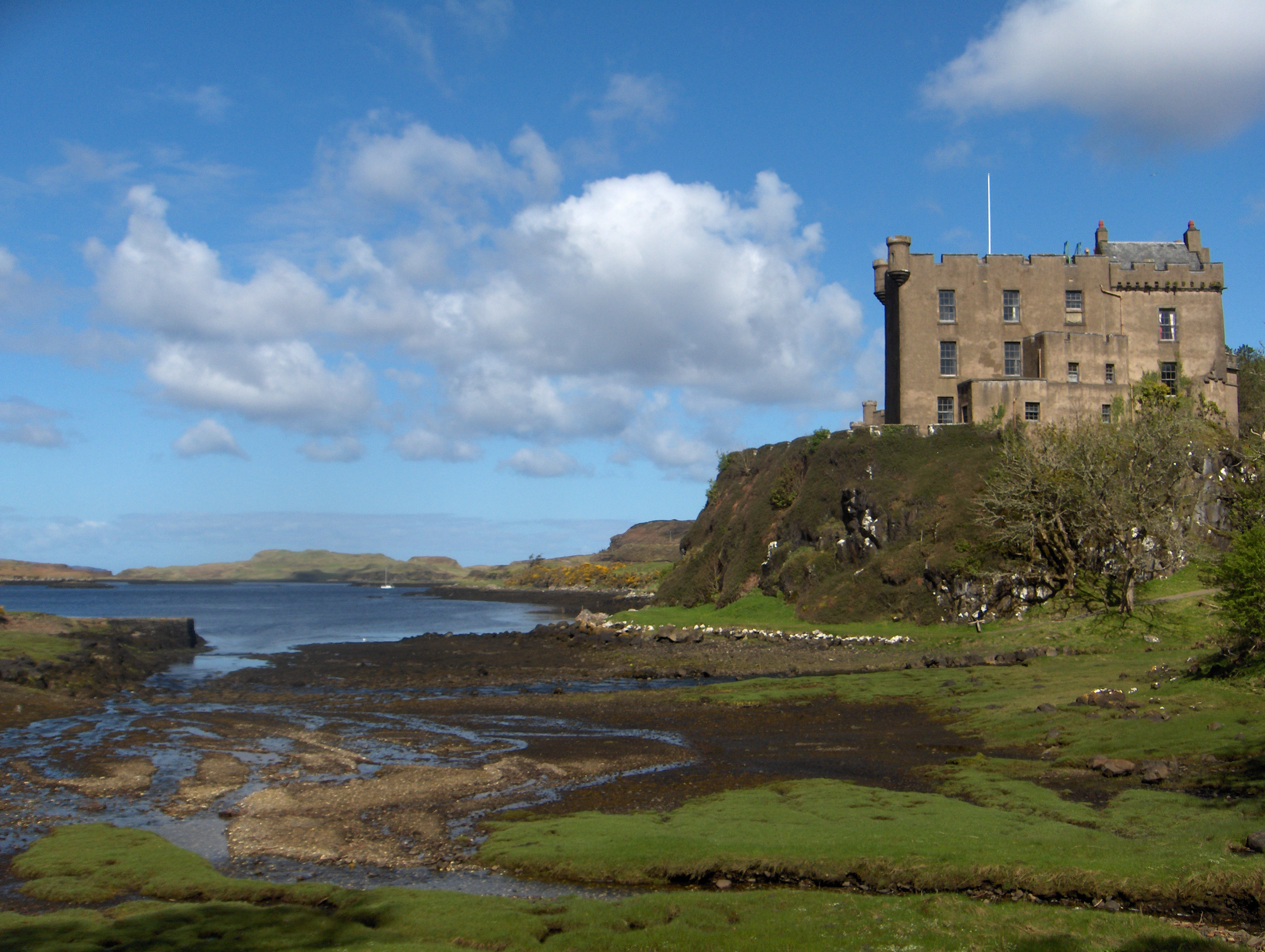
Le château de Dunvegan, fief des MacLeod de Skye.

### Culture gaélique
De toutes les îles des Hébrides intérieures, Skye est celle qui a le plus de liens avec les Hébrides extérieures : la moitié de sa population parle le gaélique. Beaucoup d'habitants sont protestants et observent le sabbat chrétien.
C'est à Skye que se trouve le Sabhal Mòr Ostaig, un collège gaélique renommé. Celui-ci abrite chaque année le Fèis an Eilean, un festival consacré à la musique et à la culture gaélique.

### Écrivains et poètes
Après son voyage à travers les Hébrides, Samuel Johnson a publié ses impressions de voyage sous le titre A Journey to the Western Islands of Scotland (1775). Attiré en Écosse par un puissant intérêt pour sa culture originelle, Johnson a craint d'être venu « trop tard » en 1773. L'Écosse avait engagé une série de changements radicaux, et, si Johnson a vu des hommes portant le kilt et jouant la cornemuse, les traditions guerrières, la civilisation des clans avaient déjà été brisées par les répressions ayant suivi la bataille de Culloden en 1745. Ce récit de voyage constitue cependant un portrait unique de la société de l'époque, par une analyse approfondie de l'économie, de la culture, de la religion, de la langue et des coutumes de la région.
Sorley MacLean (1911-1996), l'un des poètes écossais les plus éminents du XXe siècle, a abordé Skye et son histoire d'un point de vue historiquement plus engagé que Johnson. Ses travaux dans le champ de la poésie gaélique, à une époque où peu d'auteurs de renom utilisaient le gaélique dans leurs œuvres, a créé sa réputation de père de la renaissance du gaélique écossais. Ses poèmes abordaient en gaélique les crimes du XXe siècle, et ont modernisé et redonné de l'énergie à la langue, esquissant des analogies claires entre les tragédies de l'exil et du génocide culturel des Clearances des Highlands du XIXe siècle, et les crimes contemporains perpétrés dans les pays du Biafra et du Rwanda.

### Musique
L'île a une forte tradition dans la musique celtique et tous les ans, le Isle of Skye Music Festival rend hommage à la musique traditionnelle. Le musicien écossais Mylo est né à Skye et y retourne régulièrement. Le groupe de rock Runrig en est également originaire. Le groupe de musique celtique électronique Niteworks est aussi originaire de Skye.

### Châteaux
Skye possède aussi un riche patrimoine constitué de châteaux et de monuments anciens.
Le château de Dunvegan, à Waternish, est le fief des MacLeods depuis le XIIIe siècle. Il est ouvert aux visiteurs, qui peuvent découvrir certains objets attachés au clan.
Le château d'Armadale, sur la péninsule de Sleat, abritait autrefois le siège du clan Donald. Aujourd'hui en ruines, il n'est plus habité ; toutefois, les jardins abritent le clan Donald Center, un important musée consacré à la culture des Hébrides et à l'histoire écossaise.
Le château en ruines de Duntulm, à Kilmuir, sur la péninsule de Trotternish, comme le château de Dunscaith, sur la péninsule de Slèite, appartenaient autrefois également au clan Donald.

### Whisky
Sur la côte ouest, la distillerie Talisker fondée en 1830 produit un single malt whisky et les MacLeods produisent la fameuse liqueur écossaise appelée drambuie. Une deuxième distillerie a commencé sa production en 2017 à Torabhaig, sur la côte sud-est de l'île.

## Faune et flore

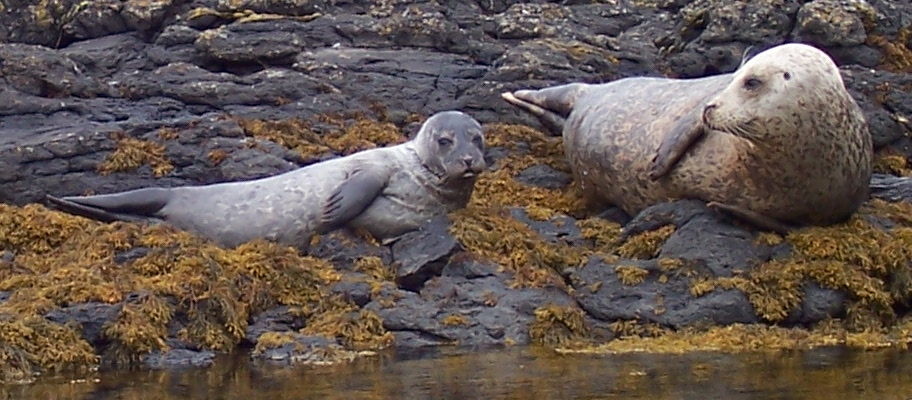
Des phoques sur la péninsule de Waternish.

Skye est connue pour ses paysages sauvages, sa culture vivante et son long passé ainsi que pour sa faune : l'aigle royal, le cerf élaphe et la loutre.

### Midges
Pendant l'été apparaissent les midges (Culicoides impunctatus), petits insectes piqueurs et hématophages, attaquant en essaim et extrêmement virulents. Ce sont des Simulies, telles que celles que l'on rencontre en Camargue ou dans d'autres régions humides.
Un militaire écossais découvrit par hasard le remède aux midges et à leurs piqûres horriblement irritantes. En effet, les lotions antimoustiques traditionnelles sont inefficaces contre les midges, seul fonctionne le skin so soft, banale lotion de soin de la peau. Le militaire écossais s'en était appliqué sur la peau avant de s'apercevoir que ses bras se couvraient de midges morts. Ce produit est désormais très répandu et connu sur l'île. Dans une moindre mesure, l'huile essentielle de géranium est également efficace. On peut aussi trouver, en Écosse, des moustiquaires pour se couvrir le visage et les mains, semblables aux protections des apiculteurs. Il est recommandé de sortir avec des vêtements longs et par temps venteux, les midges n'étant vraiment désagréables que par temps calme ou dans des endroits abrités.

### Faune
L'île est un endroit réputé pour l'abondance et la diversité de son avifaune. De très nombreuses espèces maritimes ou continentales y nichent ou y séjournent.
Des mammifères marins (phoques, dauphins) peuvent être vus depuis la côte.

## Population

### Démographie

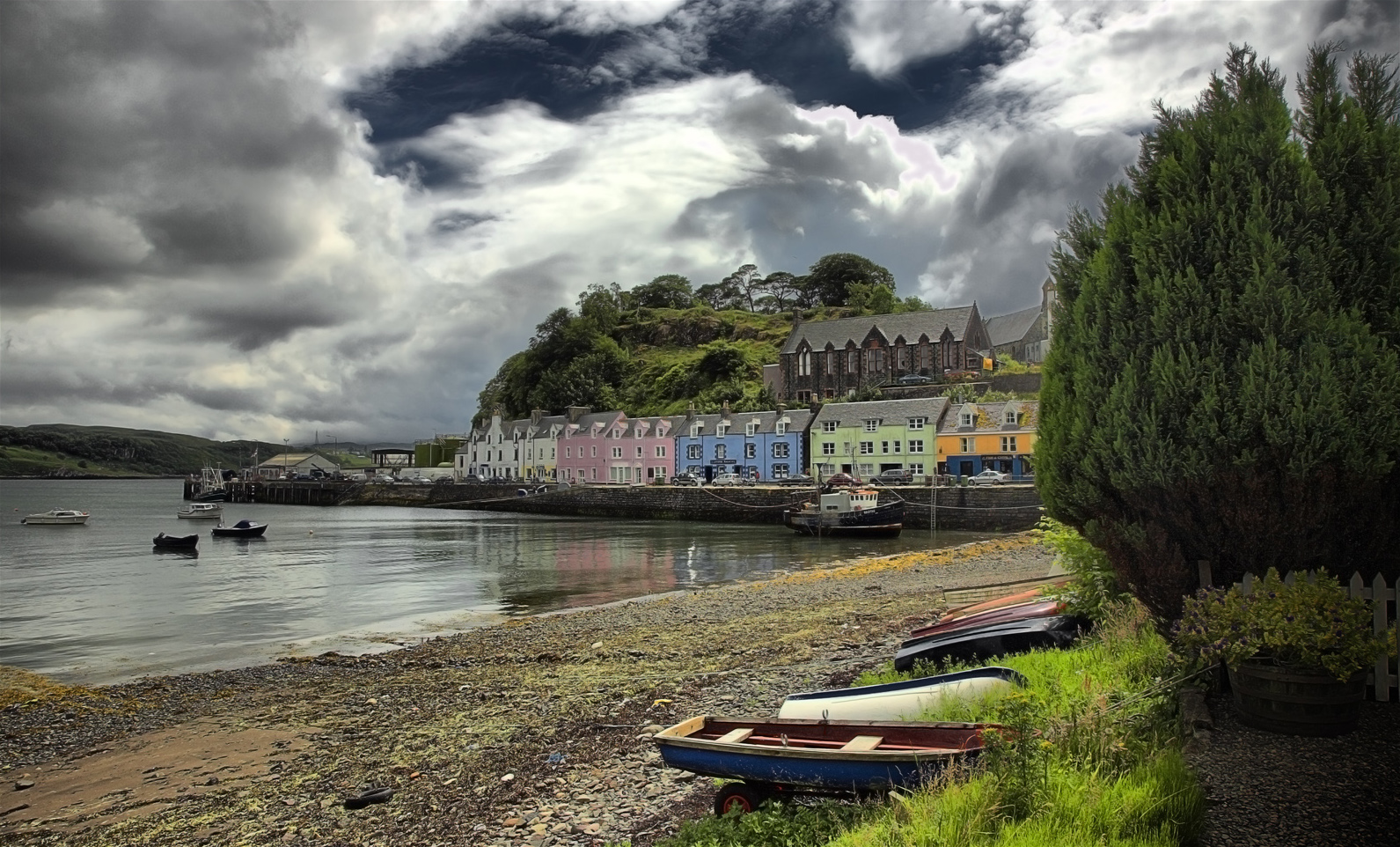
Le port de Portree.

Le gentilé gaélique de Skye est Sgitheanach.
Skye a souffert de la famine et de son isolement jusqu'à la fin du XVIIIe siècle ; au XIXe siècle, les Clearances, vagues d'émigration forcée vers le Nouveau Monde, ont contribué à une baisse drastique du nombre d'habitants, et au recensement de 1991, la population comptait moins de 10 000 habitants. En 2001, la population résidente était de 9 232 habitants, soit une hausse de 4 % en dix ans.
L'été de nombreux touristes viennent visiter l'île et font marcher l'industrie du tourisme, du whisky, de l'agriculture, des brasseries et du tissu. Skye possède en effet son propre tartan, dans les tons de vert et de pourpre, créé par un producteur de tweed de Harris.
La ville principale est Portree (du gaélique Port Rìgh, le port du roi), 1 917 habitants, connue pour son port pittoresque. Sconser et Broadford se trouvent sur la côte est. Les autres villages sont : Aird of Sleat, Armadale, Duntulm, Dunvegan, Edinbane, Elgol, Isleornsay, Kyleakin, Staffin, Torrin, Uig et Ullinish.

### Religion
L'île de Skye a été évangélisée par saint Columba au VIe siècle. Une île de la rivière Snizort, Saint Columba's Island, où s'élevait une cathédrale, était le lieu de réunion des évêques des Îles entre 1079 et 1498 ; il s'agit également de l'endroit où reposent les chefs du clan Nicolson. Saint Columba est traditionnellement le patron du nord de Skye, le sud et le centre étant dédiés à saint Maolrubha, qui a fondé une église à Applecross en 673.
Après la Réforme de 1560, une grande partie de la population s'est convertie au protestantisme ; il s'agit aujourd'hui de la religion majoritaire à Skye avec l'Église d'Écosse, de tendance presbytérienne. L'évangélisme a fait son apparition dans l'île en 1805 ; le prêcheur aveugle Donald Munro (né en 1773) a fortement contribué à l'expansion de l'évangélisme à Skye. Lui-même ancien violoniste, ses prêches prônaient l'abandon de la musique, de la danse, du shinty et du tabac.
En 1843, dans le sillage des révoltes des crofters, est apparue la Free Church of Scotland lors d'un schisme avec l'Église d'Écosse. Elle fut fondée par des évangélistes de l'Église d'Écosse en désaccord avec l'ingérence du gouvernement dans l'indépendance spirituelle de cette Église. La Free Church remporta une forte adhésion populaire jusque vers la fin du XXe siècle.[réf. nécessaire]

## Transports

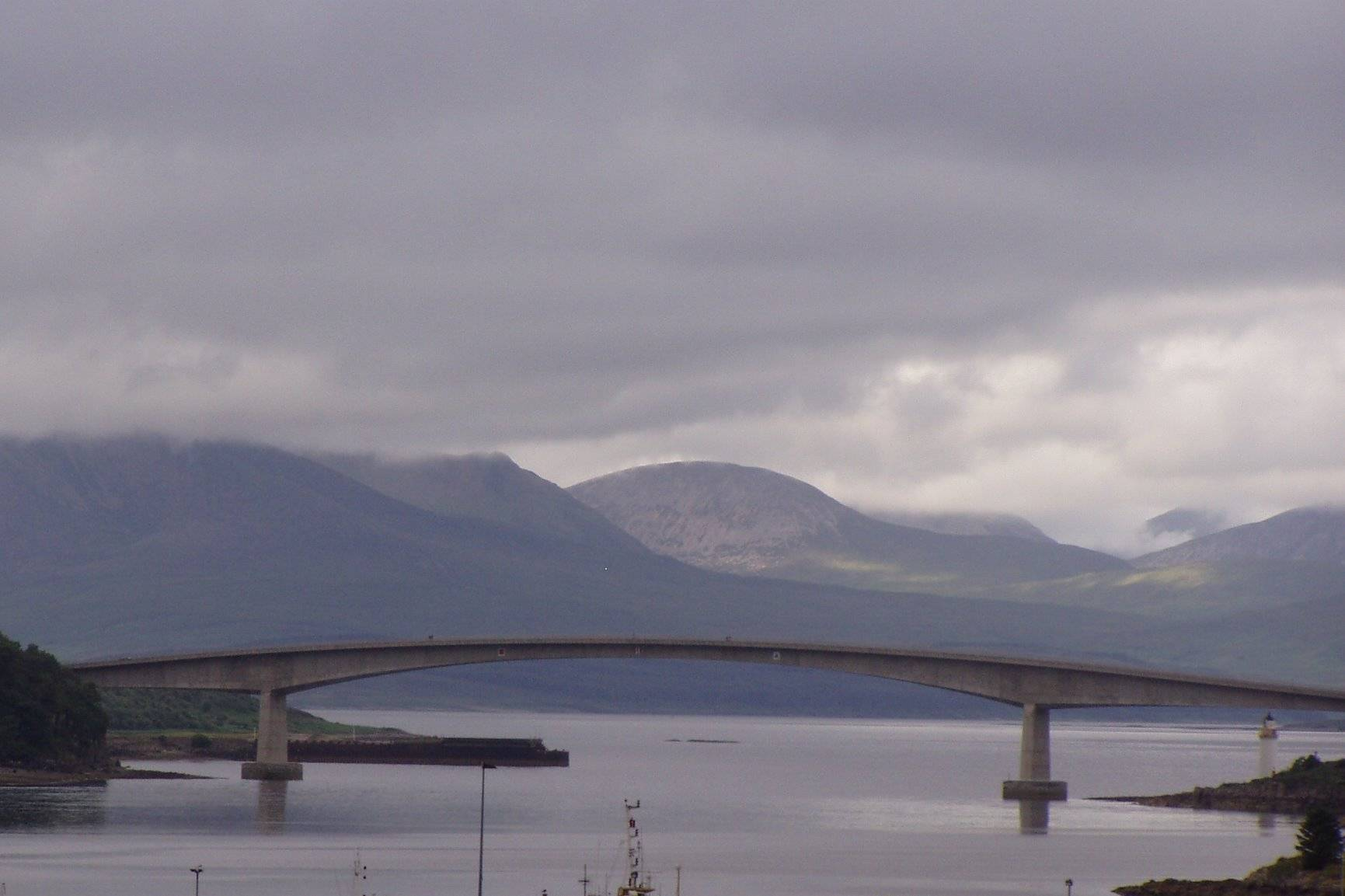
Le pont de Skye sur le loch Alsh.

L'île est reliée à l'île de Grande-Bretagne par le pont de Skye ouvert en 1995 ainsi que par des ferries depuis Armadale jusqu'à Mallaig et de Kylerhea à Glenelg. Le pont a pris la succession d'un petit ferry à fond plat. Des ferries partent également d'Uig à Tarbet sur Harris et à Lochmaddy sur North Uist et de Sconser à l'île de Raasay. Les ferries desservant Armadale sont souvent synchronisés sur les horaires ferroviaires de Mallaig.
Des bus relient Skye à Inverness ou à Glasgow mais les dessertes dans l'île sont peu développées à partir de Portree ou de Broadford.
Une ligne de chemin de fer relie Kyle of Lochalsh, situé près du pont de Skye, à Inverness.
Un petit aérodrome au sud de l'île est réservé exclusivement aux avions privés. L'aéroport le plus proche se trouve à Stornoway, sur l'île de Harris.

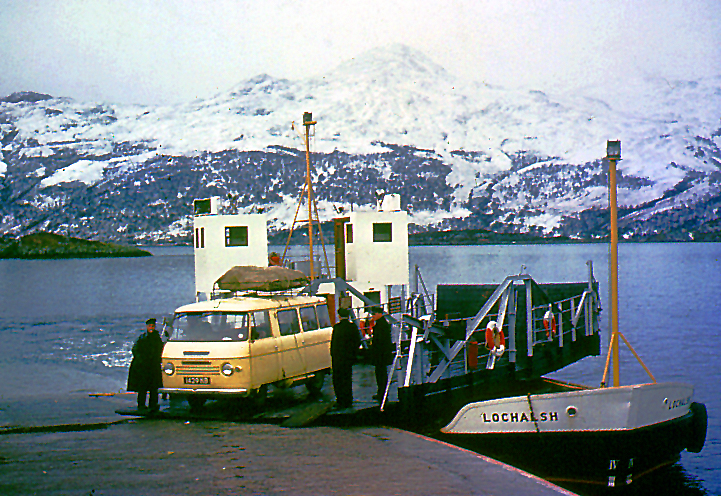
Le ferry en 1963.

La route principale, la A87, traverse l'île du pont de Skye à Uig et relie entre eux les principaux villages. La plupart des routes ont été élargies depuis quarante ans mais il reste encore certaines sections à une voie.

## Économie

### Tourisme
Le tourisme est la principale ressource de l'île. Si, avant le XIXe siècle, seuls des voyageurs expérimentés, géologues, ethnologues, ou simples curieux comme Samuel Johnson, visitaient l'île, l'ère victorienne a vu un changement radical se profiler. Avec le poème de sir Walter Scott Le Lord des îles (1815), une aura romantique s'est établie autour de Skye ; l'arrivée des steamers a permis aux victoriens de découvrir les Hébrides. Alors que la reine Victoria avait lancé la mode du tartan et de la bruyère, les Highlands écossais étaient devenus une destination obligée.
La démocratisation des voyages au XXe siècle ainsi que le développement des moyens de transport a attiré sur l'île une nouvelle catégorie de touristes ; en 1970, la durée moyenne du séjour était de trois jours. Parmi les éléments à voir, il y a le Old Man of Storr ainsi que les Fairy Pools.

### Pêche et pisculture
Au XIXe siècle, la pêche du hareng constituait une importante source de revenus pour l'île ; on comptait 60 à 70 bateaux de pêche à Strath, le port le plus développé de l'île. Cette activité est aujourd'hui en partie remplacée par l'élevage du saumon ; de nombreuses fermes aquatiques sont établies dans les profonds lochs de mer entourant l'île.

### Élevage
L'élevage des moutons est très fortement majoritaire à Skye ; il s'agit de la principale forme d'exploitation agricole depuis les Highland Clearances du XIXe siècle. Les races les plus abondantes sont le Cheviot et le Scottish Blackface ; ils sont élevés pour leur laine et, dans une moindre mesure, leur viande.
Les vaches, des races Highland et Angus, sont également élevées à Skye, en raison de leur rusticité.

### Ressources énergétiques
En 1938, le Scottish Economic Committee avait envisagé quatre sites d'implantation de barrages hydroélectriques sur l'île, à Glen Uig, Kilmartin, Carbost et Storr. C'est finalement cette dernière option qui sera retenue lorsque le projet sera concrétisé, après la Seconde Guerre mondiale. En 1947, l'aval du North Scotland Hydro-Electric Company Board signa le lancement de la construction d'un barrage sur le loch Fada, au pied de la montagne de Storr ; la station fut inaugurée en 1952.
Un champ d'éoliennes a également été installé à proximité de Dunvegan en 2006.
La tourbe a longtemps constitué l'unique moyen de chauffage ; en 1955, environ 75% des foyers de l'île se chauffaient de manière mixte, utilisant à la fois le charbon et la tourbe. L'électricité et le fioul ont toutefois aujourd'hui supplanté la tourbe dans son utilisation.

## Dans la culture
Skye est évoquée dans une chanson populaire du XIXe siècle intitulée The Skye Boat Song (en).
Le générique de la série Outlander reprend cette chanson populaire. 
Skye est décrite dans le roman de Virginia Woolf La Promenade au phare (1927) et figure dans le roman The Ice Twins (2015) de S. K. Tremayne (en) paru en français sous le titre Le Doute.
Dans la saga La Maison de la nuit écrite par P.C Cast et Kristin Cast, une partie du scénario se passe sur Skye.
L'Île de Skye est le lieu décrit en 1905 dans un roman d’Emma Fraser, Quand soufflera le vent de l'aube (When the Dawn breaks, 2013).
Dans Prometheus de Ridley Scott, Skye est l'île où les archéologues découvrent des inscriptions concernant les « ingénieurs » de la saga Alien.
Une mission bonus du jeu Assassin's Creed Valhalla se passe intégralement sur l'île de Skye.
Dans le roman Lune de Tasmanie de Tamara MC Kinley dans les années 1840 et 1900 descriptions de la vie et des paysages.